# Pseudomicrocara loftyensis
Pseudomicrocara loftyensis es una especie de coleóptero de la familia Scirtidae.

## Distribución geográfica
Habita en el Sur de Australia.